# Disastro dello Space Shuttle Challenger
Il disastro dello Space Shuttle Challenger avvenne la mattina del 28 gennaio 1986 alle ore 11:39 EST (ore 16:39 CET), quando lo Space Shuttle Challenger fu distrutto dopo 73 secondi di volo (all'inizio della missione STS-51-L, la 25ª missione del programma STS e il 10º volo del Challenger), causando la morte di tutte le 7 persone a bordo (6 astronauti e un'insegnante).
La causa dell'incidente fu un guasto a una guarnizione, un O-ring, nel segmento inferiore del razzo a propellente solido (Solid-fuel Rocket Booster, SRB) destro. La rottura della guarnizione provocò una fuoriuscita di fiamme dall'SRB che causò un cedimento strutturale del serbatoio esterno (External Tank, ET) contenente idrogeno e ossigeno liquidi. Alcune parti dell'orbiter come lo scomparto dell'equipaggio e molti altri frammenti furono recuperati dal fondo dell'oceano 36 anni dopo il disastro.
Il lancio fu trasmesso in diretta TV, anche se molti telespettatori lo seguirono in differita nella giornata. Christa McAuliffe sarebbe dovuta essere la prima insegnante presente in un programma spaziale e gli studenti di tutto il mondo aspettarono la trasmissione televisiva per una sua lezione di scienze trasmessa dallo spazio. I voli nello spazio con equipaggio ripresero solo dopo oltre due anni e mezzo, con il lancio dello Space Shuttle Discovery il 29 settembre 1988 e la sua missione di "Ritorno al volo" STS-26.

## Equipaggio

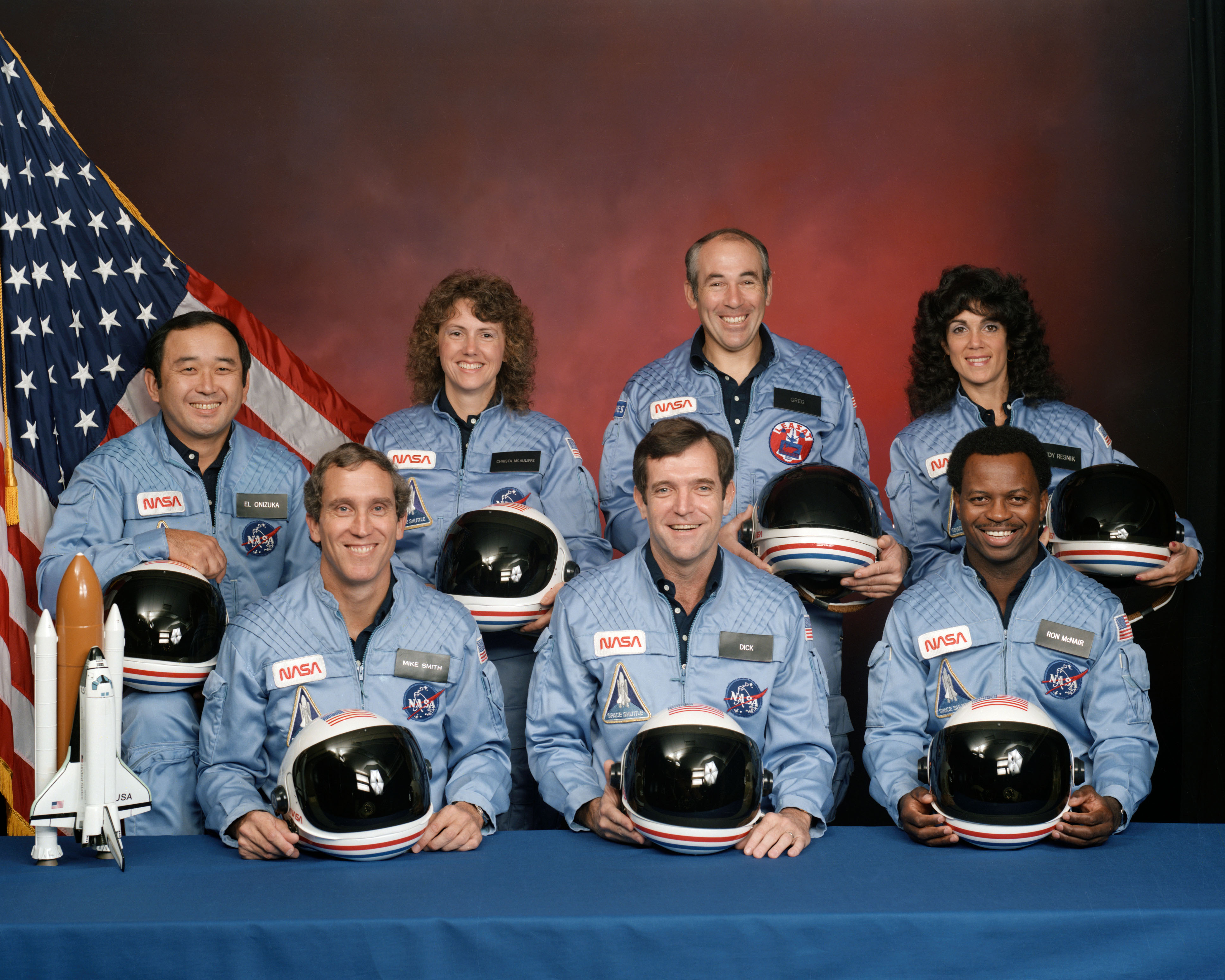
Equipaggio del STS-51-L. Prima fila da sinistra a destra: Michael John Smith, Dick Scobee e Ronald McNair. Seconda fila da sinistra a destra: Ellison Onizuka, Christa McAuliffe, Gregory Jarvis e Judith Resnik

| Ruolo                   | Equipaggio | Equipaggio |
| ----------------------- | --- | --- |
| Comandante              | Dick Scobee pilotò la missione STS-41-C del Challenger durante la quale venne messo in orbita un satellite e ne venne riparato un altro.                                            | Dick Scobee pilotò la missione STS-41-C del Challenger durante la quale venne messo in orbita un satellite e ne venne riparato un altro.                                            |
| Pilota                  | Michael John Smith Primo volo veterano della guerra del Vietnam, ricevette numerose decorazioni per il combattimento tra cui la Distinguished Flying Cross.                         | Michael John Smith Primo volo veterano della guerra del Vietnam, ricevette numerose decorazioni per il combattimento tra cui la Distinguished Flying Cross.                         |
| Specialista di missione | Judith Resnik fu una specialista di missione nella missione inaugurale STS-41-D del Discovery e la seconda donna americana nello spazio.                                            | Judith Resnik fu una specialista di missione nella missione inaugurale STS-41-D del Discovery e la seconda donna americana nello spazio.                                            |
| Specialista di missione | Ellison Onizuka ingegnere di volo dell'aeronautica militare, volò nella missione STS-51-C con il Discovery, la prima missione dello Space Shuttle per il Dipartimento della Difesa. | Ellison Onizuka ingegnere di volo dell'aeronautica militare, volò nella missione STS-51-C con il Discovery, la prima missione dello Space Shuttle per il Dipartimento della Difesa. |
| Specialista di missione | Ronald McNair fisico dello Hughes Research Laboratories, volò anche nella missione STS-41-B.                                                                                        | Ronald McNair fisico dello Hughes Research Laboratories, volò anche nella missione STS-41-B.                                                                                        |
| Specialista del carico  | Gregory Jarvis capitano della Air Force e membro dello staff della Hughes Aircraft.                                                                                                 | Gregory Jarvis capitano della Air Force e membro dello staff della Hughes Aircraft.                                                                                                 |
| Specialista del carico  | Christa McAuliffe selezionata per essere la prima insegnante in un programma spaziale, nell'ambito del progetto Teacher in Space.                                                   | Christa McAuliffe selezionata per essere la prima insegnante in un programma spaziale, nell'ambito del progetto Teacher in Space.                                                   |

## Condizioni prima del lancio e ritardi

### Ritardi del lancio
Il lancio del Challenger fu inizialmente stabilito per le 14:43 EST del 22 gennaio. I ritardi nella missione STS-61-C causarono lo spostamento della data del lancio al giorno 23 e successivamente al giorno 24. Il lancio fu programmato successivamente per il giorno 25 a causa delle cattive condizioni meteo nel sito di atterraggio di emergenza transoceanico (Transoceanic Abort Landing, TAL) a Dakar (Senegal). La NASA decise di utilizzare come sito TAL Casablanca, ma non essendo attrezzato per gli atterraggi notturni venne spostato il lancio per la mattina (tempo della Florida) e previsioni di tempo avverso al Kennedy Space Center rimandarono il lancio per le ore 9:37 EST del giorno 27.
Il lancio venne ritardato infine di due ore quando non funzionò un sistema antincendio durante il rifornimento di idrogeno liquido e venne effettuato alle ore 11:38 EST di martedì 28 gennaio 1986.

## Lancio del 28 gennaio e incidente

### Decollo
Il decollo seguì la normale sequenza di operazioni dello Shuttle: quando mancavano 6,6 secondi al lancio il pilota accese i tre motori principali (SSME). Fino a quando non avviene il decollo vero e proprio, questi motori possono essere spenti in sicurezza e il lancio può essere annullato. Al momento della partenza (T=0), i tre motori erano accesi al 100% delle prestazioni e iniziarono ad aumentare fino al 104% sotto il controllo dell'autopilota. In quel momento i due razzi a combustibile solido (SRB) vennero accesi e furono rimossi con cariche esplosive i blocchi che assicurano il veicolo alla rampa.
Una successiva analisi del video del lancio mostrò che nell'istante T+0.678 dal razzo a propellente solido di destra veniva emesso del fumo grigio scuro vicino al punto di aggancio del razzo al serbatoio esterno. L'ultima emissione di fumo avvenne a T+2.733 e questo venne visto fino all'istante T+3.375.
Una saldatura tra due sezioni dell'SRB era stata distrutta dalla pressione; l'O-ring primario avrebbe dovuto sigillare il foro, ma il gelo aveva praticamente azzerato le sue proprietà elastiche. Le labbra dello squarcio, piegandosi, avevano bloccato l'O-ring secondario. Gli ossidi d'alluminio prodotti dalla combustione del carburante avevano però creato un sigillo provvisorio, fermando l'emissione di fumo.

### Ascesa iniziale
Quando il veicolo lasciò la rampa di lancio, i SSME stavano operando al 104% e il controllo passò dal Launch Control Center (LCC) del Kennedy Space Center al Mission Control Center (MCC) a Houston in Texas. Quelle che seguono sono le conversazioni precedenti all'incidente. Le seguenti sigle identificano chi sta parlando: (intercom indica una comunicazione interna dell'equipaggio)
- DPS: Data Processing Systems Engineer
- Flight: Direttore di volo Jay Greene
- Scobee: Dick Scobee (comandante)
- Smith: Michael J. Smith (pilota)
- Booster: Booster Systems Engineer
- CAPCOM: Capsule communicator
- FIDO: Flight Dynamics Officer
- GC: Ground Controller
- RSO: Range Safety Officer
- PAO: Public Affairs Officer (public announcer)

T+5.000 secondi DPS: "Liftoff confirmed". Flight: "Liftoff..."
Per evitare che le forze aerodinamiche nella parte bassa dell'atmosfera (dove è più densa) lacerino lo shuttle, gli SSME devono rallentare fino a una velocità limite. Il pilota iniziò l'operazione di rallentamento a T+28 secondi. All'istante T+35.379 gli SSME rallentò ulteriormente per raggiungere il 65%.
T+19.859 secondi: Booster: "Throttle down to 94". Flight: "Ninety four..."
T+40.000 secondi: Smith, intercom: "There's Mach 1". Scobee: "Going through 19,000".
T+48.900 secondi: Booster: "Three at 65". Flight: "Sixty-five, FiDO..." FIDO: "T-del confirms throttles". Flight: "Thank-you".
A T+51.860 iniziarono ad accelerare fino al 104% man mano che il velivolo si avvicinava al punto di max q (l'area della massima pressione aerodinamica sul velivolo, circa 34 chilopascal).
T+57.000 secondi: Scobee, intercom: Throttling up.

### Pennacchio
Durante l'ascesa si verificò il più violento vento trasversale nella storia del volo spaziale. Le raffiche di vento spaccarono il velo di ossido di alluminio che aveva temporaneamente ostruito la falla. All'istante T+58.788 una telecamera riprese la formazione di un pennacchio vicino alla struttura di aggancio del razzo di destra. All'insaputa dell'equipaggio del Challenger o del personale di Houston, il gas infiammato iniziò a fuoriuscire attraverso la falla nella giunzione. Nel tempo di un secondo, il pennacchio divenne ben definito e intenso (anche se il controllo di missione se ne fosse accorto, non avrebbe potuto fare nulla). Tutto il resto era apparentemente normale e l'equipaggio aspettava il "go" mentre gli SSME acceleravano.
A una altezza di 10.000 metri, il Challenger superò Mach 1.5
T+62.000 secondi: Smith, intercom: "Thirty-five thousand, going through one point five."
T+68.000 secondi: CAPCOM: "Challenger, go at throttle up". Scobee: "Roger, go at throttle up".

### Sviluppo dell'avaria
A T+72.525, successive analisi dei dati della telemetria mostrarono una improvvisa accelerazione laterale verso destra, che potrebbe essere stata avvertita dall'equipaggio.
A T+72.564 la pressione dell'idrogeno liquido nel serbatoio esterno iniziò a decrescere per la rottura causata dalla fiamma del razzo.
T+73.000 secondi: Smith, intercom: "Uh oh..."
Questa fu l'ultima comunicazione registrata nella cabina dell'equipaggio. Smith potrebbe aver notato gli indicatori delle prestazioni del motore principale o la pressione in caduta nel serbatoio esterno.
A T+73.162 secondi: iniziò la rottura del veicolo.

### Dialogo del controllore di volo dopo la rottura
A T+79.000 una telecamera mostrò una nube di fumo e fiamme dove doveva esserci il Challenger, con grandi frammenti incendiati che ricadevano verso l'oceano.
T+89.000 secondi: Flight: "FIDO, trajectories" FIDO: "Go ahead." Flight: "Trajectory, FIDO" FIDO: "Flight, FIDO, filters (radar) got discreting sources. We're go." FIDO: "Flight, FIDO, till we get stuff back he's on his cue card for abort modes" Flight: "Procedures, any help?" Unknown: "Negative, flight, no data." GC: "Flight, GC, we've had negative contact, loss of downlink (of radio voice or data from Challenger)." Flight: "OK, all operators, watch your data carefully."
A T+110.250 il Range safety officer, vedendo l'incidente e valutando che gli SRB potevano essere una minaccia in mare o nella terraferma, inviò i segnali radio che attivarono l'autodistruzione degli SRB. In tale situazione è una procedura normale.
T+1 min. 56 secondi PAO: "Flight controllers here are looking very carefully at the situation. Obviously a major malfunction."
T+2 min. 1 secondo GC: "Flight, GC, negative downlink." Flight: "Copy."
T+2 min. 8 secondi PAO: "We have no downlink."
T+2 min. 25 secondi FIDO: "Flight, FIDO." Flight: "Go ahead." FIDO: "RSO (range safety officer) reports vehicle exploded." Flight: (dopo una lunga pausa): "Copy. FIDO, can we get any reports from recovery forces?" FIDO: "Stand by."
T+2 min. 45 secondi Flight: "GC, all operators, contingency procedures in effect."

### Sequenza dell'incidente
Questa sequenza è stata ricostruita dalla telemetria in tempo reale e da analisi fotografiche. I tempi sono in secondi dopo il decollo.
T+0.678: Dati fotografici mostrano consistenti sbuffi di fumo nero scaturiti dalla giunzione di poppa del razzo a propellente solido di destra. Il materiale vaporizzato in fuga dalla giunzione indica la non completa azione sigillante della giunzione.
T+0.836 - T +2.500: Vengono registrati altri otto sbuffi di fumo gradualmente sempre più nero. Il colore nero e la composizione densa degli sbuffi di fumo suggerisce che l'isolamento della giunzione e gli O-Rings in gomma che costituiscono la giunzione venivano gradualmente arsi ed erosi dai gas propellenti.
da T+37.000 a T+64.000: il Challenger è sottoposto alla forza trasversale del vento in una serie di episodi succedutesi. Tali forze agiscono sullo shuttle causando forti fluttuazioni. Tali fluttuazioni vengono contrastate dal pilota agendo sulla cloche
T+58.788 Appare la prima fiamma sul razzo a propellente solido di destra, nell'area della giunzione di poppa.
T+59.262 La fiamma aumenta fino a costituire un pennacchio di fuoco ben definito.
T+60.004: La pressione interna del SRB di destra inizia a scendere a causa della falla nella giunzione
T+60.238: La fiamma attraverso la rottura viene a contatto con il serbatoio esterno
T+62.000: Il sistema di controllo del volo inizia a reagire per contrastare le forze causate dalla piuma di fuoco e dai suoi effetti. Il vettore di spinta del razzo di sinistra si sposta per contrastare l'imbardata derivante dalla falla nel razzo di destra e conseguente riduzione nella forza di spinta di quest'ultimo.
T+64.660: il pennacchio della fiamma viene a contatto con la superficie del serbatoio esterno e cambia improvvisamente forma, indicando che è iniziata una fuoriuscita nel serbatoio di idrogeno liquido nella porzione inferiore del serbatoio esterno
T+64.937: L'ugello del motore principale ruota sotto il controllo del computer per compensare lo sbilanciamento di spinta prodotta dal razzo
T+66.764: La pressione del serbatoio esterno di idrogeno liquido inizia a calare, indicando una perdita considerevole.
T+72.284: Il razzo di destra si stacca dal punto di ancoraggio che lo fissa al serbatoio esterno
T+73.124: La cupola di poppa del serbatoio di idrogeno liquido dirompe, producendo una forza propulsiva che spinge il serbatoio di idrogeno contro quello di ossigeno nel serbatoio esterno. Nello stesso istante il razzo di destra ruota sul punto di attacco anteriore e colpisce la struttura di ancoraggio e la parte più bassa del serbatoio di ossigeno liquido.
T+73.137: Le strutture cedono come dimostrato dai vapori bianchi apparsi nella regione tra il serbatoio esterno e l'orbiter.
Con la disintegrazione del serbatoio esterno, il Challenger, che viaggiava a Mach 1.92 a un'altezza di 14.000 metri venne avvolto completamente nel fuoco esplosivo, virò dal suo corretto assetto rispetto al flusso dell'aria e fu immediatamente fatto a pezzi dalle forze aerodinamiche. I due SRB, che possono resistere a carichi aerodinamici maggiori, si separarono dal serbatoio esterno e iniziarono a volare in modo indipendente.

### Nessuna "esplosione"

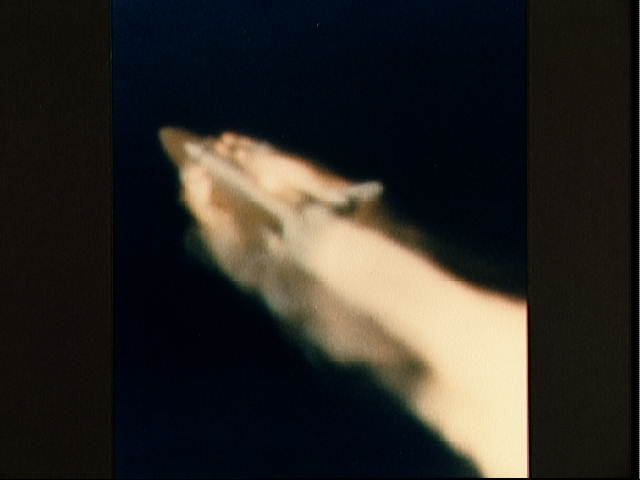
Il Challenger inizia a disintegrarsi

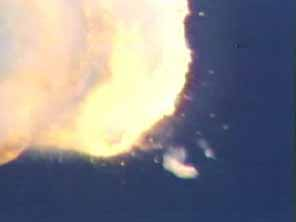
La telecamera TV-1 mostra la nuvola di vapore

Lo Shuttle e il serbatoio esterno non "esplosero" effettivamente. Essi vennero rapidamente disintegrati dalle tremende forze aerodinamiche, essendo lo Shuttle vicino al punto Max Q di massima pressione aerodinamica. La cabina dell'equipaggio e gli SRB resistettero alla rottura. Mentre la cabina staccata continuava la sua traiettoria balistica, il carburante immagazzinato nel serbatoio esterno e nell'orbiter bruciarono per alcuni secondi, producendo un'enorme palla di fuoco. Se ci fosse stata una vera esplosione, l'intero Shuttle sarebbe stato distrutto all'istante, uccidendo nello stesso momento l'equipaggio. I due razzi SRB, separatamente, continuarono a volare mentre si allontanavano dalla palla di fuoco.

### Causa e momento della morte
Alla rottura del velivolo, la robusta cabina di pilotaggio si staccò, restando intera, e iniziò lentamente a cadere. Almeno qualche astronauta doveva essere vivo e cosciente dopo la rottura, perché tre delle sette "personal egress air pack" (PEAP, ovvero le riserve di ossigeno di emergenza) dei caschi furono attivate (quelle di Judith Resnik, di Ellison Onizuka e di Michael John Smith, quest'ultima azionata da Judith o Ellison).
Gli investigatori scoprirono che la scorta di aria rimanente era compatibile con il consumo previsto dovuto alla traiettoria di caduta della cabina di 2 minuti e 45 secondi. La progettazione degli interruttori del PEAP rende molto improbabile l'attivazione accidentale dovuta alla rottura del veicolo o all'impatto con l'acqua. La NASA stima che le forze di separazione furono da 12 a 20 volte la forza di gravità per un brevissimo momento, entro due secondi l'accelerazione scese a 4 G e in dieci secondi la cabina si trovò in caduta libera. Queste forze sono tollerabili dal corpo umano, e di solito non causano che qualche svenimento.
Non si sa se gli astronauti rimasero coscienti a lungo dopo la rottura. In gran parte, dipende dalla tenuta della pressione della cabina; in caso contrario, la durata dello stato di coscienza a quella altitudine è di qualche secondo: dal momento che i PEAP forniscono solo aria non pressurizzata, essi non sarebbero stati di grande aiuto.
La cabina dell'equipaggio urtò l'acqua a circa 333 km/h (207 mph), con una decelerazione di più di 200 G, molto oltre i limiti strutturali della cabina e quelli di sopravvivenza dell'equipaggio.
Il 28 luglio 1986, l'ammiraglio Righard H. Truly, Associate Administrator per il volo spaziale e astronauta, pubblicò un rapporto di Joseph P. Kerwin, specialista biomedico del Johnson Space Center a Houston in Texas, sulla morte degli astronauti. Kerwin, specialista biomedico, fu incaricato di indagare sulle cause della morte subito dopo l'incidente. In base al rapporto di Kerwin: "Le ricerche sono inconcludenti. L'impatto del compartimento dell'equipaggio con la superficie dell'oceano fu così violento che le prove del danno avvenuto nei secondi successivi all'esplosione sono state cancellate. Le conclusioni finali sono:
- la causa della morte degli astronauti del Challenger non può essere determinata con certezza.
- le forze alle quali è stato sottoposto l'equipaggio durante la rottura dell'Orbiter furono probabilmente insufficienti a causare la morte o ferite gravi.
- è possibile, ma non certo, che l'equipaggio abbia perso conoscenza nei secondi seguenti la rottura dell'Orbiter a causa della perdita di pressione in volo del modulo dell'equipaggio".

Questo rapporto è disponibile nell'History Office della NASA.

### Impossibile la fuga dell'equipaggio
All'equipaggio non sarebbe stato in alcun modo possibile trovare una via di fuga durante il volo.
Nelle prime quattro missioni orbitali dello Shuttle furono usati dei seggiolini eiettabili modificati dell'SR-71 Blackbird e tute a pressione. Furono rimossi nelle missioni successive, durante le quali l'equipaggio indossò solo le tute di volo.
La NASA sostenne che mentre i seggiolini eiettabili erano possibili per il comandante e il pilota, erano impraticabili per il resto dell'equipaggio, soprattutto per i tre membri seduti sotto il ponte. A differenza di un pilota da combattimento, situato sotto un sottile tettuccio, l'equipaggio sotto al ponte è situato al centro della fusoliera anteriore, circondato dalla struttura del veicolo su tutti i lati. Inoltre, i seggiolini eiettabili potrebbero avere problemi nel punto di Max Q o per gli scarichi dei SRB. I sedili furono pensati principalmente per la fuga durante l'atterraggio, quando lo Shuttle ha i motori spenti e ha solo una possibilità di effettuare la corsa. La cabina dell'equipaggio poteva essere progettata come un unico mezzo di fuga, ma avrebbe avuto costi proibitivi e sarebbe stata troppo pesante per il veicolo.
Mentre i sistemi di fuga furono spesso considerati durante lo sviluppo dello Shuttle, la NASA decise infine che lo Shuttle era sufficientemente affidabile da non averne bisogno. Inoltre questi sistemi richiedono peso e spazio in modo significativo e le cariche pirotecniche comportano problematiche di sicurezza.
Dopo la perdita del Challenger, un sistema di salvataggio di emergenza venne progettato per fornire all'equipaggio la possibilità di lasciare lo Shuttle in alcune condizioni, che non includono quelle che incontrò il Challenger.

## Conseguenze

### Indagini

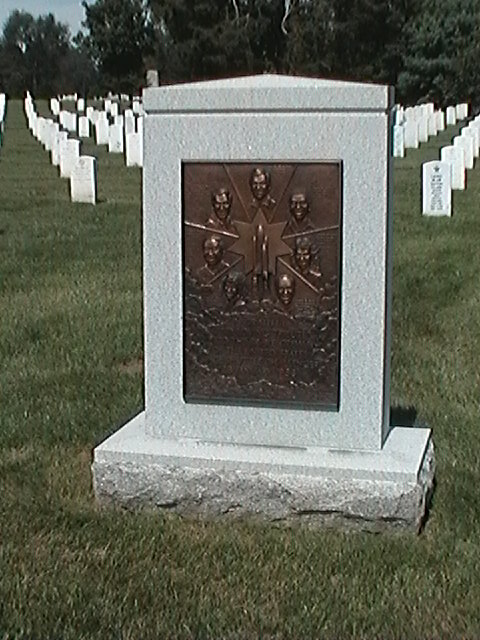
Il monumento allo Space Shuttle Challenger, dove alcuni resti vennero sepolti assieme

Inizialmente, ufficiali della NASA concentrarono le critiche al serbatoio esterno, costruito dalla Martin Marietta nella Michoud Assembly Facility a New Orleans, presumendo che esso avesse avuto un cedimento e fosse esploso. Tuttavia le indagini si spostarono presto agli O-ring dei razzi a propellente solido, costruiti da Morton Thiokol.
Venne creata una commissione presidenziale sull'incidente allo Space Shuttle Challenger, detta anche commissione Rogers, per indagare sulle cause del disastro. I membri della commissione furono: presidente William P. Rogers, vice presidente Neil Armstrong, David Acheson, Eugene Covert, Richard Feynman, Robert Hotz, Donald Kutyna, Sally Ride, Robert Rummel, Joseph Sutter, Arthur Walker, Albert Wheelon e Chuck Yeager.
Il professor Feynman effettuò una famosa dimostrazione, durante una udienza su come gli O-ring perdono resilienza e diventano soggetti a cedimenti a basse temperature, immergendo un campione di materiale in un bicchiere di acqua ghiacciata. Egli fu così critico con i cedimenti della "cultura della sicurezza" della NASA che minacciò di non firmare il rapporto se questo non avesse incluso le sue valutazioni, che appaiono nell'appendice F.
La commissione concluse i lavori dopo diversi mesi e pubblicò il rapporto delle indagini.

### Causa dell'incidente
Per diverse ragioni gli SRB sono fabbricati in 4 diversi segmenti, che vengono inviati dal costruttore a Cape Canaveral dove vengono assemblati sul posto. Tra ogni segmento è presente una giunzione detta "field joint" (letteralmente: "giunto da campo"), sigillata con due O-ring.
L'incidente del Challenger avvenne a causa della rottura del field joint del SRB di destra, che permise ai gas sotto pressione, all'alta temperatura e alle fiamme di fuoriuscire dall'O-ring e toccare il serbatoio esterno, provocando un cedimento strutturale.
Col senno di poi è chiaro che i field joint furono progettati male, ma non avrebbero probabilmente causato un problema così grave se il Challenger fosse decollato alle normali temperature della Florida (superiori a 10 °C). Il cedimento venne causato quindi dalla combinazione della cattiva progettazione e delle basse temperature dell'ultima missione. Gli ingegneri del costruttore Morton Thiokol degli SRB erano a conoscenza del problema e avvertirono di non effettuare il lancio.

### Tributo
(Ronald Reagan)

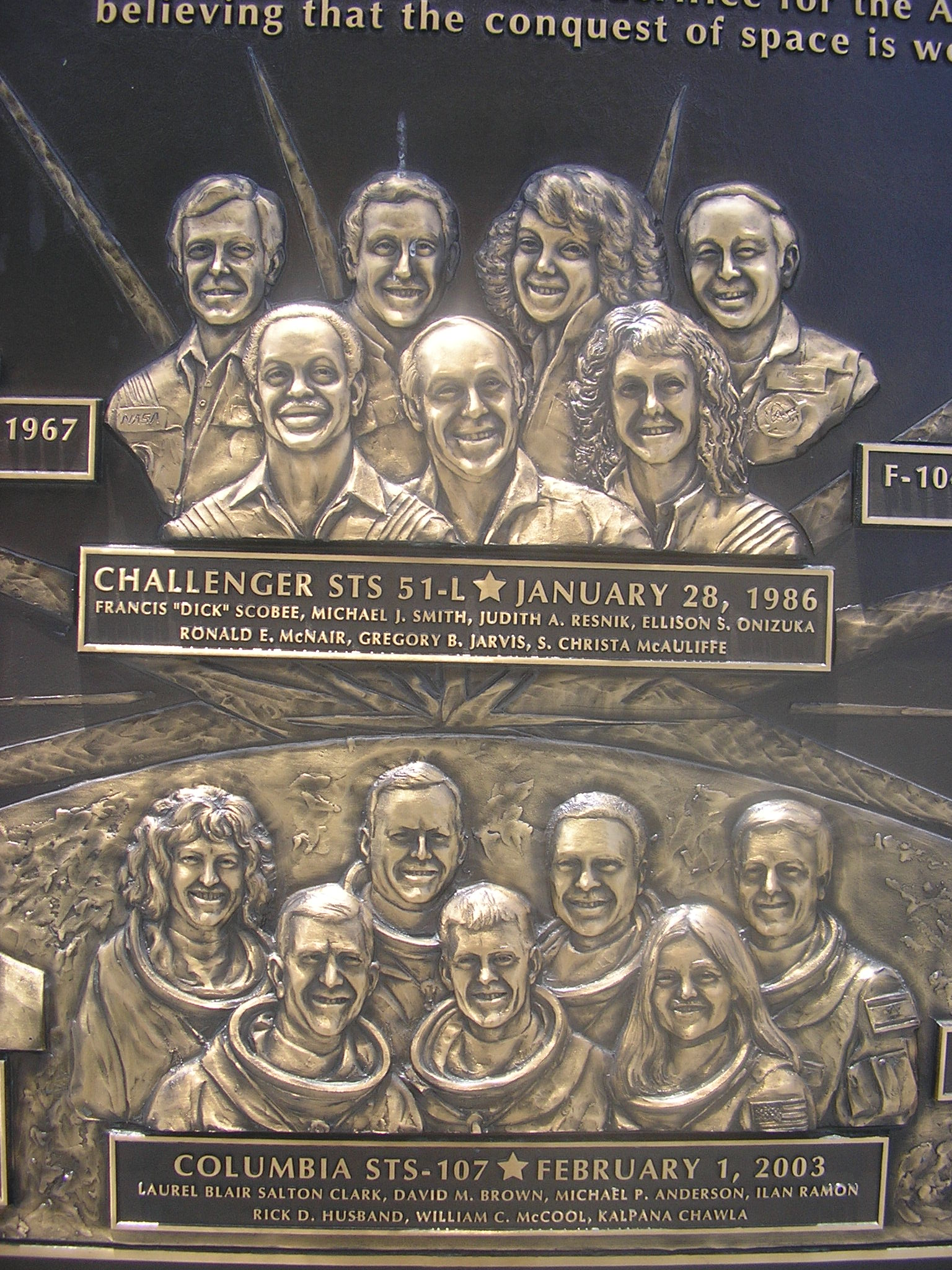
Targa in memoria degli equipaggi del Challenger e del Columbia al KSC

Nella notte del disastro, il presidente Ronald Reagan aveva in programma di effettuare l'annuale discorso sullo stato dell'Unione. Inizialmente annunciò che il discorso sarebbe stato effettuato in ogni caso, ma sotto la crescente pressione lo rimandò di una settimana e dette l'annuncio alla nazione del disastro dalla Stanza Ovale della Casa Bianca. Il discorso fu scritto da Peggy Noonan, e si concluse con una frase contenente una citazione dal poema High Flight di John Gillespie Magee:
(Ronald Reagan)
Tre giorni dopo, assieme alla moglie Nancy si recò al Johnson Space Center per una commemorazione in onore agli astronauti.

### Cerimonie funebri
I resti identificabili dell'equipaggio furono restituiti alle famiglie il 29 aprile 1986. Due astronauti, Dick Scobee e Michael Smith, furono sepolti dalle famiglie al cimitero nazionale di Arlington in due tombe separate, mentre i resti non riconoscibili furono sepolti nel memoriale allo Space Shuttle Challenger ad Arlington il 20 maggio 1986.

## Il disastro dello Space Shuttle Challenger nei media
L'evento è stato analizzato nel dodicesimo episodio della terza stagione del documentario Quei secondi fatali trasmesso dal National Geographic Channel e nel documentario "La tragedia dello Space Shuttle" trasmetto dal National Geographic Channel nel 2016 e disponibile sulla piattaforma streaming Disney+.
Gli eventi del Challenger sono stati narrati nella docuserie originale Netflix di quattro episodi del 2020 dal titolo "Challenger: l'ultimo volo".